# 青岛海滨生物研究所
36°03′23.8″N 120°19′50.5″E / 36.056611°N 120.330694°E
青岛海滨生物研究所旧址位于中华人民共和国山东省青岛市市南区莱阳路2号，是一座建于1936年的中国传统风格建筑，现为青岛海产博物馆所使用，为市南区一般不可移动文物。

## 历史

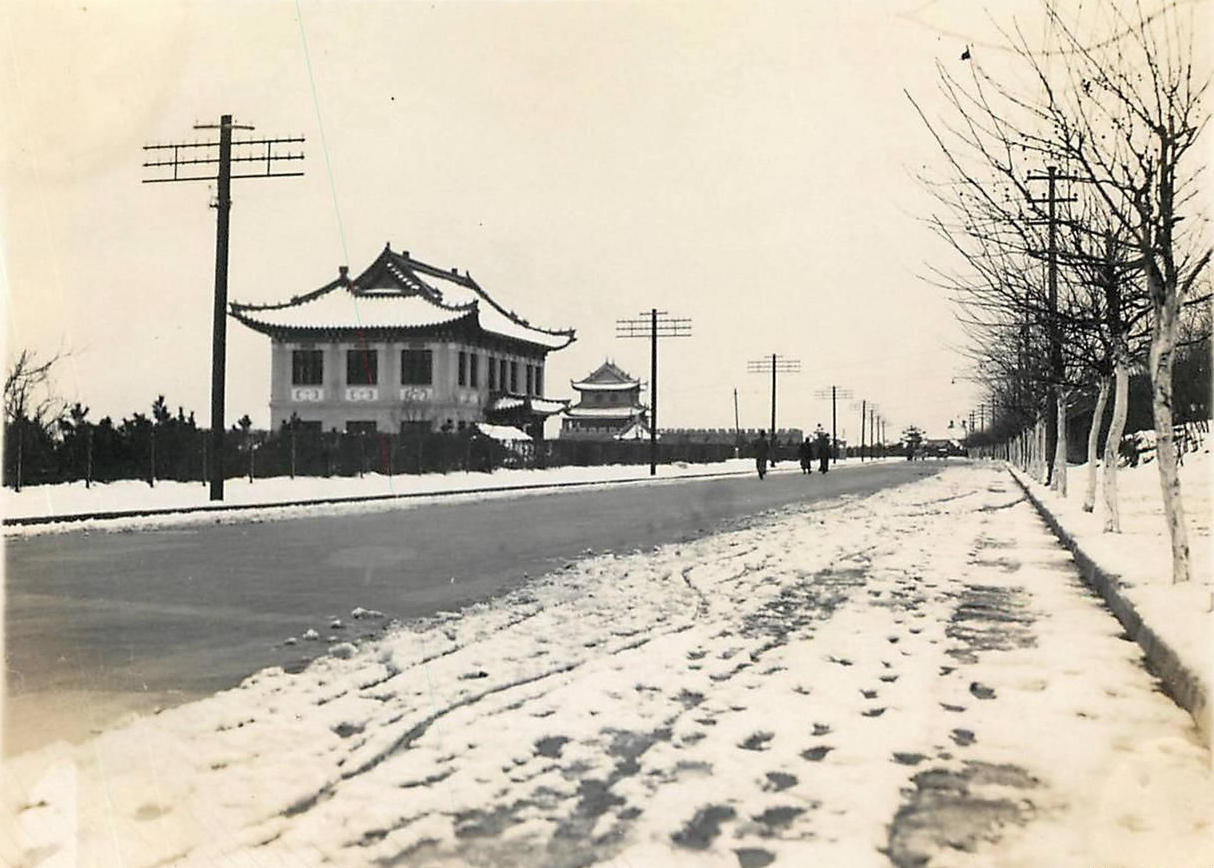
1930年代的莱阳路及研究所办公楼，其右侧为水族馆

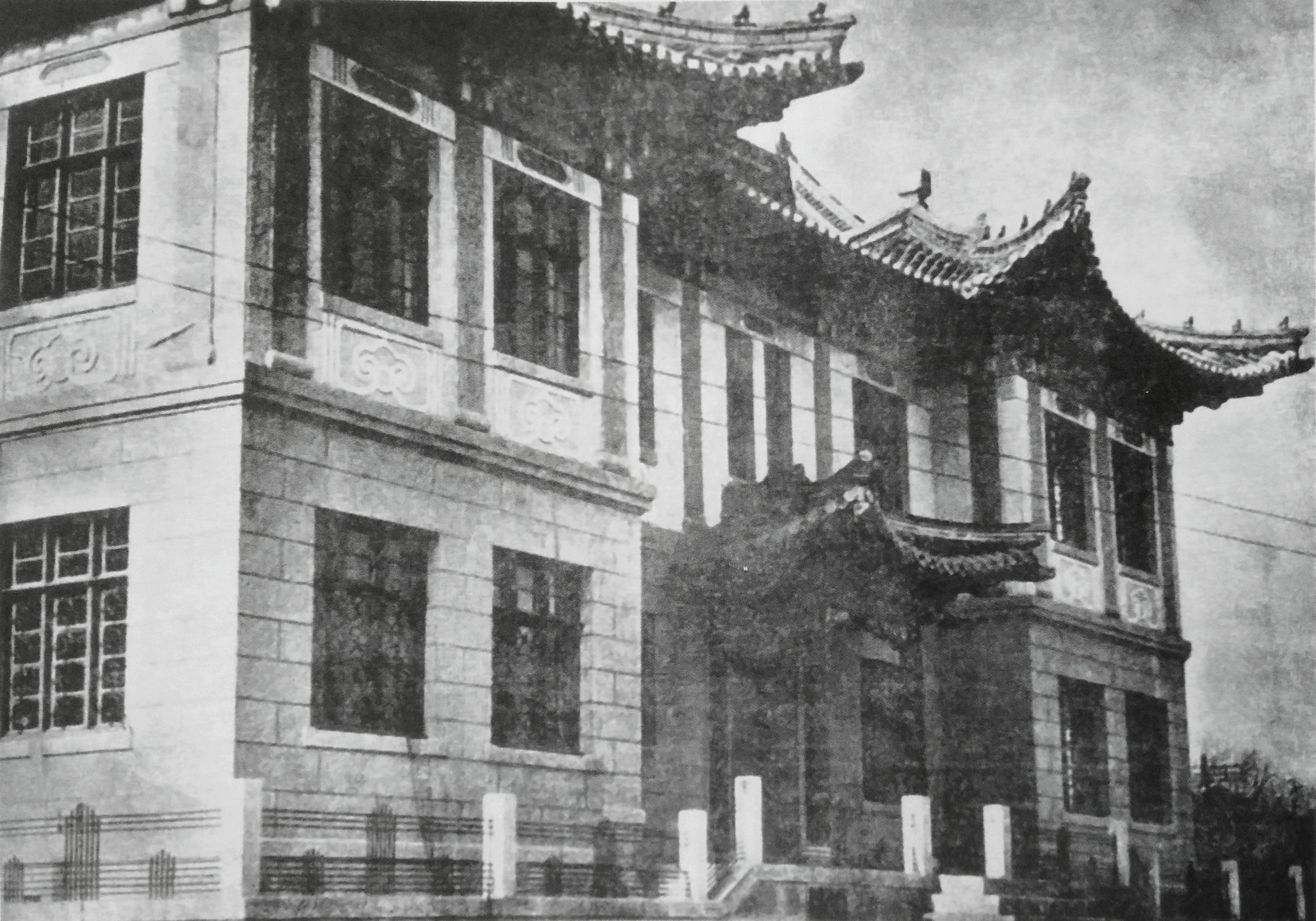
研究所办公楼

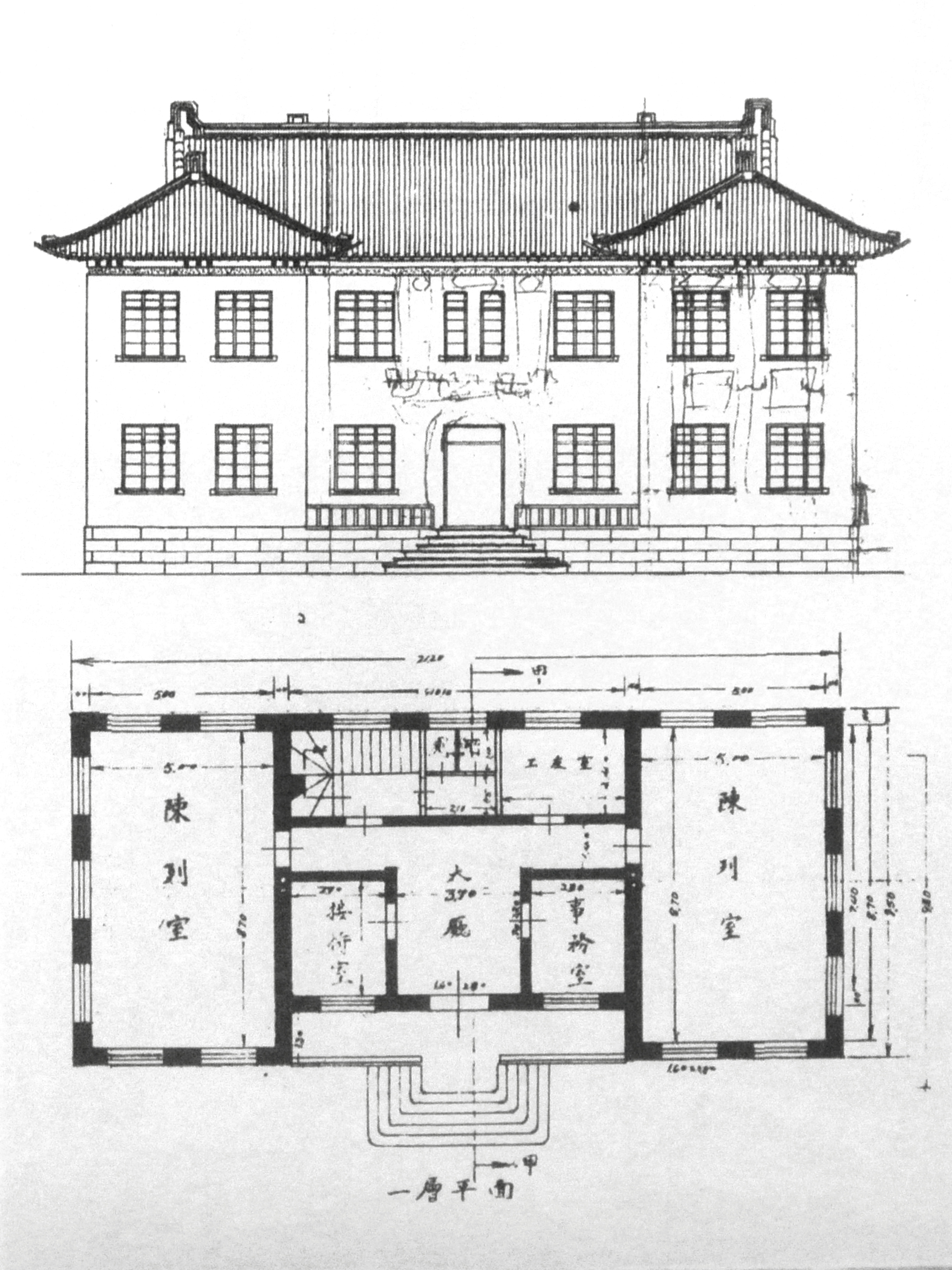
青岛海滨生物研究所原设计图纸

1930年夏，中华海产生物学会在厦门大学成立，最初由中华文化基金社与洛克菲勒基金会资助，后来由于两个基金会停止资助，经费短缺而合并至中国动物学会，后者要求前者须在两年内筹建一个海滨实验所。1934年3月，中国动物学会第四次理事会接受了中华海产生物学会提出的要求，开始讨论筹建海滨生物研究所事宜，并就此事寻求中央研究院院长蔡元培和总干事丁文江的意见，两人主张将研究所设在青岛。
1935年4月，太平洋科学协会海洋学组中国分会在南京中央研究院举行成立大会，拟在厦门、定海、青岛、烟台分别设立海洋生物研究所，其中青岛海滨生物研究所由青岛观象台和国立山东大学共同主持。蔡元培和丁文江因此以私人及海洋组中国分会的名义为此筹集经费，经过一年，自国防资源委员会、青岛市政府、国立山东大学、胶济铁路局共筹得3800元年度研究经费。
太平洋科学协会海洋学组后函请青岛观象台台长蒋丙然代为筹备。筹建大楼期间曾出现经费不足（预算15000元），蔡元培为此分别致信青岛市市长沈鸿烈、胶济铁路局局长葛敬恩、山东省政府主席韩复榘，请其筹措建筑经费并解决建设用地。青岛市政府最终将水族馆东侧保留公地无偿拨给研究所作为办公地点，建筑费用则由中华海产生物学会、青岛市政府、中央研究院、山东省政府、山东大学、胶济铁路局、北平研究院共同拨付。 
1936年8月12日，青岛海滨生物研究所办公楼举行开工典礼。12月25日工程即将完工时，各捐款单位及相关学术团体代表共同拟订了研究所章程，推举沈鸿烈等15人为董事，并推举候选理事和干事多人，成立董事会与理事会。根据《青岛海滨生物研究所章程》，该所隶属于太平洋科学协会海洋组中国分组，由青岛观象台和山东大学共同主持，开展海洋生物调查研究工作，同时利用暑期举办讲习所，普及海洋学及海洋生物学知识，培训相关人才。
由于1937年抗战爆发，研究所的一切计划因此搁浅。1938年1月日本第二次占领青岛后，占用青岛海滨生物研究所办公楼，改为山东产业馆。1941年，在北京大学任职的蒋丙然、武兆发等研究所理事会理事向青岛特别市政府提出，另拨地块建筑新所址，遭到拒绝。
1952年，山东产业馆改名为青岛人民博物馆。1955年，青岛人民博物馆与青岛水族馆合并为青岛海产博物馆。青岛海滨生物研究所旧址现为青岛海产博物馆（青岛水族馆）所使用。2000年列入第一批青岛市历史优秀建筑。2012年11月6日列入市南区未核定为文物保护单位的不可移动文物（一般不可移动文物）名录。

## 建筑特色
青岛海滨生物研究所旧址为一栋仿古风格建筑，楼高二层，屋顶为歇山顶，平面为长方形，南侧两翼略微凸出。南、北立面中央均设有入口。大楼由青岛观象台设计，其设计图最初采用了极为简单的外墙装饰设计。1936年6月图纸呈报青岛市工务局时，审核人员修改了设计图纸，最终建成的大楼使用了丰富的立面装饰，墙面一层为花岗岩贴面，两侧入口上方设飞檐雨棚，外墙二楼以红色壁柱划分，并采用了许多装饰元素与纹样。建筑内部中段为楼道及辅助房间，两侧为研究室和陈列室。